# Cristiceps
Cristiceps is een geslacht van straalvinnige vissen uit de familie van beschubde slijmvissen (Clinidae). Het geslacht is voor het eerst wetenschappelijk beschreven in 1836 door Valenciennes in Cuvier & Valenciennes.

## Soorten
- Cristiceps argyropleura Kner, 1865
- Cristiceps aurantiacus Castelnau, 1879
- Cristiceps australis Valenciennes, 1836